# Bernières
Bernières ist eine französische Gemeinde mit 638 Einwohnern (Stand: 1. Januar 2022) im Département Seine-Maritime in der Region Normandie. Sie gehört zum Arrondissement Le Havre und zum Kanton Bolbec.

## Geographie
Bernières liegt etwa 30 Kilometer ostnordöstlich von Le Havre im Pays de Caux. Bernières wird umgeben von den Nachbargemeinden Saint-Maclou-la-Brière im Norden und Nordwesten, Rouville im Osten und Nordosten, Nointot im Süden sowie Vattetot-sous-Beaumont im Westen.

## Bevölkerungsentwicklung
| 1962                      | 1968 | 1975 | 1982 | 1990 | 1999 | 2006 | 2013 |
| ------------------------- | ---- | ---- | ---- | ---- | ---- | ---- | ---- |
| 514                       | 471  | 572  | 549  | 578  | 544  | 619  | 677  |
| Quelle: Cassini und INSEE |      |      |      |      |      |      |      |

## Sehenswürdigkeiten

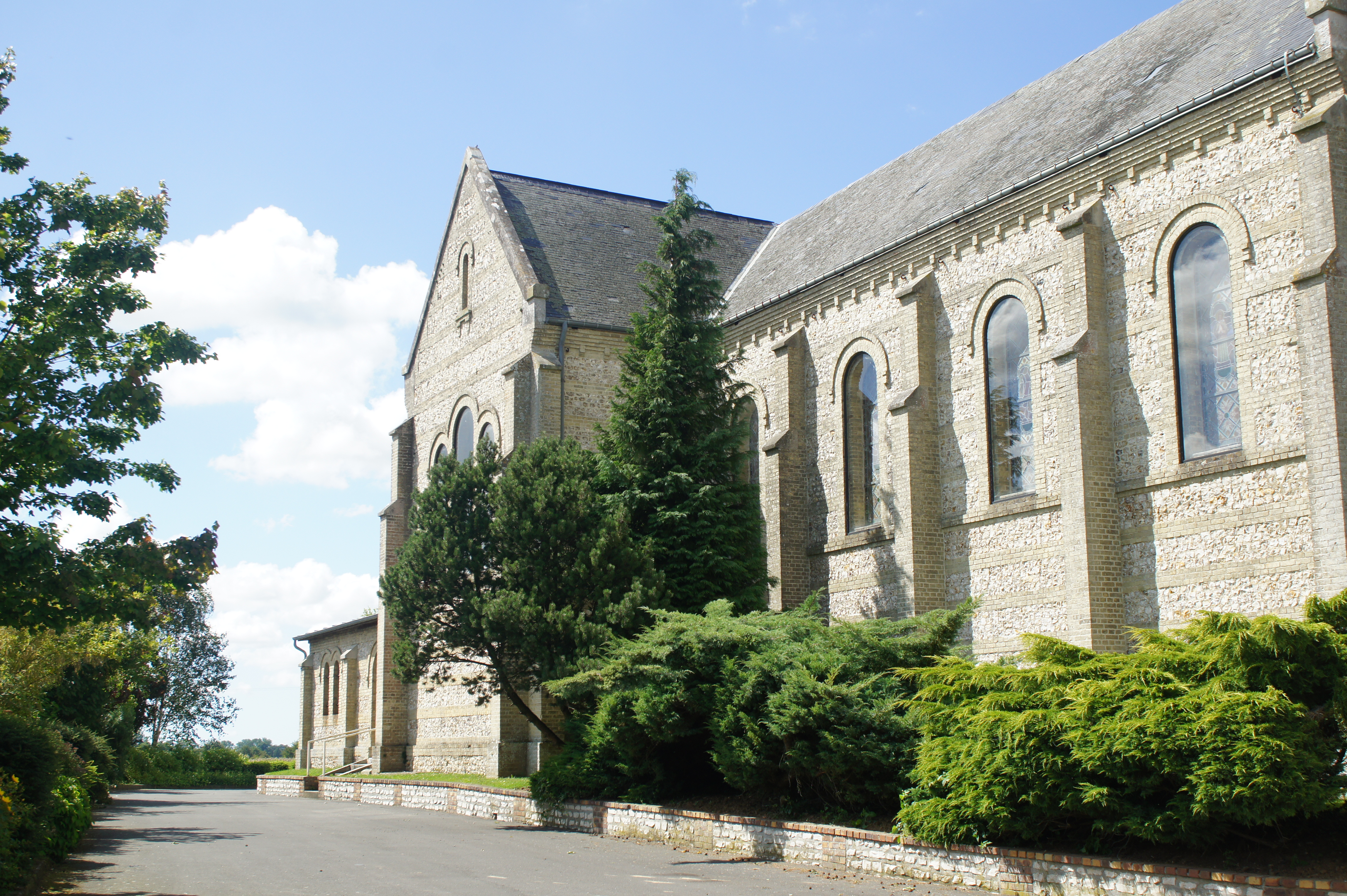
Kirche Saint-Jean-Baptiste-et-Saint-Quentin

- Kirche Saint-Jean-Baptiste-et-Saint-Quentin aus dem 19. Jahrhundert[1]
- Schloss Dourdan
- Herrenhaus Les Portes